# Sefkerin
Sefkerin (en serbe cyrillique : Сефкерин ; en hongrois : Szekerény) est une localité de Serbie située dans la province autonome de Voïvodine. Elle fait partie de la municipalité d'Opovo dans le district du Banat méridional. Au recensement de 2011, elle comptait 2 532 habitants.
Sefkerin est officiellement classé parmi les villages de Serbie.

## Démographie

### Évolution historique de la population
| 1948  | 1953  | 1961  | 1971  | 1981  | 1991  | 2002  | 2011  |
| ----- | ----- | ----- | ----- | ----- | ----- | ----- | ----- |
| 3 035 | 3 134 | 3 028 | 2 837 | 2 836 | 2 717 | 2 627 | 2 532 |

|  |